# NGC 7739
NGC 7739 este o galaxie situată în constelația Peștii. A fost descoperită în 1865 de către .